# محمد المختار سعادة
محمد المختار سعادة صحفي تونسي، ولد بتونس سنة 1894 وتوفي سنة 1962. هو مؤسس الصحيفة الفكاهية النسناس ووالد الموسيقي محمد سعادة.